# Siffleur River
Siffleur River är ett vattendrag i Kanada.   Det ligger i provinsen Alberta, i den centrala delen av landet, 3 000 km väster om huvudstaden Ottawa.
I omgivningarna runt Siffleur River växer i huvudsak barrskog. Trakten runt Siffleur River är nära nog obefolkad, med mindre än två invånare per kvadratkilometer.